# Rimae Arzachel
Rimae Arzachel – grupa rowów  na powierzchni Księżyca o średnicy około 50 km. Znajduje się na współrzędnych selenograficznych ☾ 18,0°S 2,0°W/-18,000000 -2,000000. Nazwa tego systemu kanałów została nadana w 1964 roku przez Międzynarodową Unię Astronomiczną i pochodzi od krateru Arzachel na którego obszarze znajduje się Rimae Arzachel.